# Орівесі
О́рівесі (фін. Orivesi (застар.)  — фін. Orihvesi)  — місто в провінції Пірканмаа у Фінляндії.
Населення  — 9602 осіб (2014), площа  — 960,08 км², водяне дзеркало  — 160,53 км², щільність населення  — 12,01 осіб/км².

## Географія
Місто розташоване у провінції Західна Фінляндія і є частиною регіону Пірканмаа. В центрі міста озеро Лянгелмявесі.

## Історія
Засноване в 1865 році.